# ルクセンブルク家によるボヘミア統治
ルクセンブルク家によるボヘミア統治では、ルクセンブルク家による中欧・東欧支配の中核をなした、ボヘミア王国（ボヘミア王冠領）の支配について説明する。ルクセンブルク家のボヘミア国王は、1310年から1437年まで4代続いた。チェコ史上は単にルクセンブルク朝と呼ばれる。

## 歴史

### プシェミスル朝の断絶とヤン盲目王の即位

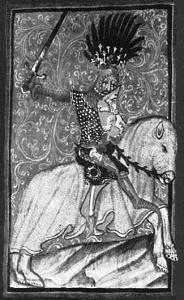
ヤン（ヨハン）盲目王

14世紀の中東欧諸国では在来の王家が断絶し、国外から新たな王家が迎えられた。ボヘミア王国でも、プシェミスル朝最後の王ヴァーツラフ3世（ポーランド王位も兼ね、また一時ハンガリー王位にも就いていた）が1306年に男子を儲けないまま暗殺され、家系が断絶した。
ボヘミアの貴族（等族）たちは新たな国王をドイツ諸侯から選んだが、ケルンテン公ハインリヒ6世とハプスブルク家のオーストリア公ルドルフ3世による王位継承争いの後に、ルクセンブルク家から神聖ローマ皇帝ハインリヒ7世の息子ヨハンがヴァーツラフ3世の妹エリシュカの夫に迎えられ、ヨハンは1310年にボヘミア王ヤンとして即位した。
元来、ルクセンブルク家はドイツ（神聖ローマ帝国）辺境の一諸侯であるルクセンブルクの伯爵家であり、ドイツ諸侯でありながらフランス王の封臣でもあった。ハプスブルク家の勢力拡大を快く思わないドイツ諸侯がハインリヒ7世を皇帝を選んだのはそのためだった。事情はボヘミアでも同じで、貴族の権力が強く、ヤンの王権は大きく制約されていた。
一方で、フランス語を話しフランス文化に染まったヤンにとってボヘミアは東方の辺境の地に過ぎず、統治には不熱心であった。ヤンはボヘミアを留守にし、イタリア遠征やローマ王位獲得に情熱を注いだ（その間に両目を失明して「盲目王」と呼ばれた）。そのために多くの費用を費やしたが、その資金を徴収する時のみ、ヤンはボヘミアに滞在した（ボヘミアのオリジナルの王冠もこの時に質に出された）。当然ながら、多くの負担を強いられることになった貴族や民衆の不満は鬱積した。
ヤンはまた、ポーランド王位継承権を主張して、ポーランドを統一したヴワディスワフ1世短身王やその息子カジミェシュ3世大王と抗争を繰り広げた。ボヘミア・ポーランド間の紛争に仲裁に入ったのがアンジュー家出身のハンガリー王カーロイ・ローベルトである。伸張著しいハプスブルク家に対抗するために、ハンガリー（アンジュー家）＝ボヘミア（ルクセンブルク家）＝ポーランド（ピャスト家）の3か国連合の必要性を感じたカーロイは、ヤンとカジミェシュ3世の和解を斡旋した。その結果、ヤンはポーランド王位請求権を放棄する見返りにシレジアを獲得した。これは同時に、ルクセンブルク家のハンガリーへの拡大の道を進めるものであった。
ヤンは娘婿であるフランス王太子ジャン（後のジャン2世善良王）を助けるために、1346年のクレシーの戦いへ失明の身にもかかわらず出征し、討ち死にした。

### カレル1世統治下の黄金時代

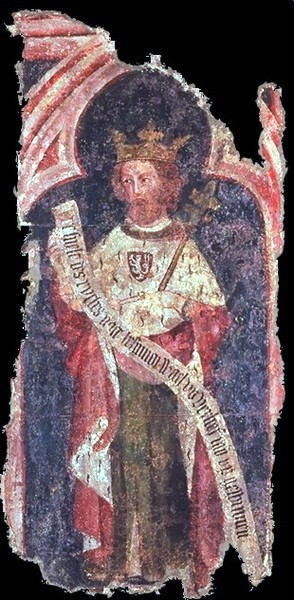
カレル1世（カール4世）

ヤンは、エリシュカとの間に生まれた長子カレルをモラヴィア辺境伯として、ボヘミア統治を任せた。カレルは元はヴァーツラフという名であったが、育ての親であるフランスのシャルル4世（長身王）にちなんでシャルル（チェコ語名でカレル）という名に変えた。フランスの洗練された宮廷文化に染まったカレルは、フランス語を始めとする複数語を駆使する教養人としてプラハに戻った。
カレルは1346年に、ヴィッテルスバッハ家の神聖ローマ皇帝ルートヴィヒ4世の対立王としてローマ王に擁立され、その後間もなく戦死した父王に代わってボヘミア王カレル1世として即位した。翌1347年にはルートヴィヒ4世の死去に伴い、晴れて単独の皇帝カール4世として即位した。
カレル1世は祖父や父、さらには歴代皇帝とは違ってイタリアへの介入は行わず、ボヘミアの発展に心血を注いだ。最初に行ったのが、1344年にプラハ司教座を大司教座に昇格させたことである。元来、プラハ司教はマインツ大司教の管轄下に置かれていたが、大司教への昇格の結果、独立を果たした。これに伴い、聖ヴィート大聖堂の改築が行われ、カレル1世が慣れ親しんだフランス風のゴシック様式の建物に生まれ変わった。
聖ヴィート大聖堂の改築と共に行われたのが、プラハの大改装である。1348年にその布告が発表され、新市街が次々と築かれた。その代表的な建築物が、ペーター・パーパラによって設計されたカレル橋である。同年には中欧初の総合大学であるプラハ大学（現在のプラハ・カレル大学）が設立された。
カレル1世はプラハの街を整備するばかりではなく、ボヘミアの地位も向上させた。プラハ改築の布告を出すのと同時に議会を召集し、14通の証書を出したが、その中の一つに「ボヘミア王国はドイツ王国の中で高貴な部分」と記されたのである。
カレル1世はまた、質に出されたオリジナルの王冠に代わる新たな王冠を作らせ、聖ヴィート大聖堂の聖ヴァーツラフの遺物を納めた。これが世に言う「聖ヴァーツラフの王冠」であり、カレル1世はその王冠の下でボヘミア、モラヴィア、シレジア、ラウジッツが統合されると証書に定めた。この「聖ヴァーツラフの王冠諸邦」（ボヘミア王冠領）という理念は後のボヘミア王にも引き継がれ、現代のチェコの国章にも記されている。
そして1356年に公布された「金印勅書」により、ボヘミア王は神聖ローマ皇帝を選出する7人の選帝侯の一人という地位を獲得した。ボヘミア重視のカレル1世の政策に、周辺諸国は「カレルはボヘミアにブドウやイチジクを植えている」と揶揄し非難したが、現代のチェコでは「プラハの父」と褒め称えている。
カレル1世は他方ではアヴィニョン捕囚を終わらせ、ローマ教皇のローマへの帰還にも努めてもいる。しかし、これは結果的に教会大分裂を招いた。

### ヴァーツラフ4世とジクムント

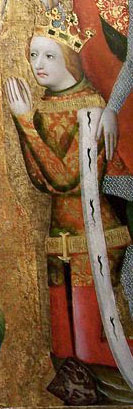
ヴァーツラフ4世（ヴェンツェル）

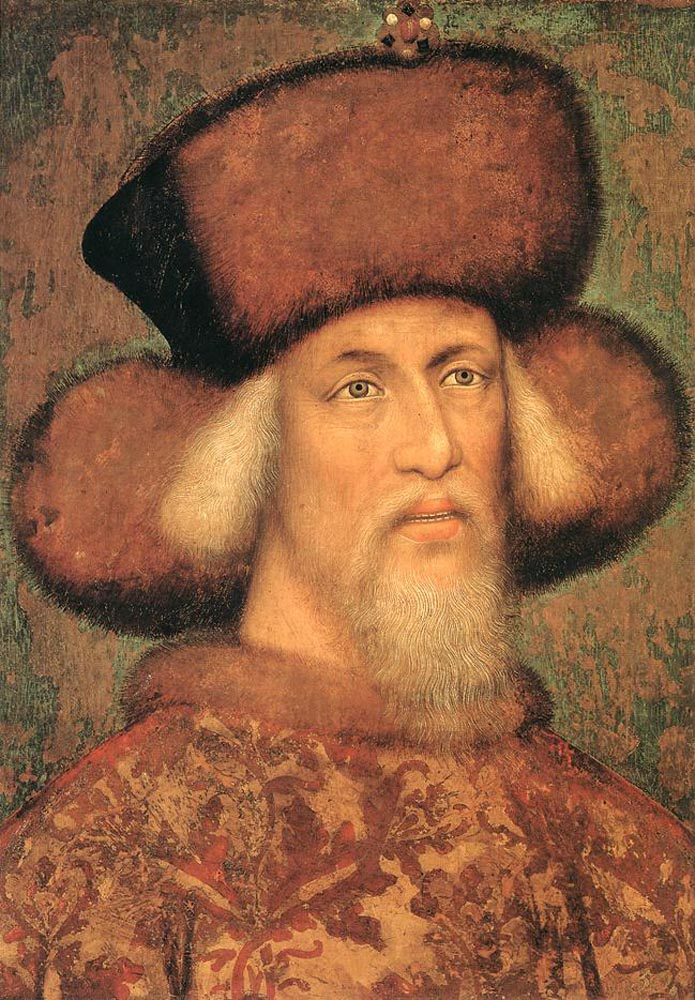
ジクムント（ジギスムント）

1378年にカレル1世が死去すると、息子ヴェンツェル（ヴァーツラフ4世）がボヘミア王位を継承し、ローマ王にも選出されたが、ヴァーツラフ4世は父ほど優れた人物ではなかった。後に「怠惰王」もしくはその酒癖のひどさから「酔っ払い王」と酷評されたように、ヴァーツラフ4世のドイツ支配は稚拙極まりなかった。そのため、1400年に王位を追われ、プファルツ選帝侯ループレヒトがローマ王位についた。ボヘミア統治も失政続きで、貴族や聖職者との抗争を招いた。
統治者としては失格だったヴァーツラフ4世だったが、ボヘミアの民衆からの評判は良かった。祖父や父と違ってプラハで育ったヴァーツラフ4世は、父の事業を受け継ぎ、プラハの文化振興に力を注いだからである。
ヴァーツラフ4世の異母妹アンナは1382年にイングランド王リチャード2世と結婚したが、この結婚はチェコの歴史に重大な影響を与えることになった。当時のイングランドでは、教会の堕落を非難するウィクリフの教えが盛んであり、それがボヘミアにも浸透したからである。プラハの司教は大司教に昇格したことで権力が増したが、これは同時に教会の腐敗・堕落にもつながっていた。
ウィクリフの影響を最も強く受けたのが、プラハ大学の総長ヤン・フスであった。フスは教会の改革を唱え、また聖書のチェコ語訳や説教を行ったので、その教えは急速に民衆の間に広まり、教団を形成していった。これをフス派と呼ぶ。ヴァーツラフ4世も当初はフスを支援していた。しかし、その教えが過激なために見放し、フスは破門される。
ヴァーツラフ4世の異母弟（アンナの同母弟）ジギスムントは、祖父と同様にして女王マーリアとの結婚によりハンガリー王位につき、またループレヒトの死後にローマ王に選出されていた（皇帝戴冠は1433年）。そのジギスムントの提唱により、1414年にコンスタンツ公会議が開催された。その目的は教会大分裂を終息させることにあったが、同時にフス派の扱いについても議論の対象となった。結果、フスは異端とされ、翌1415年にフスは火刑に処せられた。フスの処刑にプラハの民衆は激怒し、1419年にプラハ窓外放出事件が起こる。その報を聞いたヴァーツラフ4世はショックで急死した。
ヴァーツラフ4世に嗣子がなかったため、ボヘミア王位はジギスムント（ジクムント）に渡ったが、フス派、特に急進派（ターボル派）はこれを拒絶し、徹底抗戦の構えを見せた。これに対してジクムントも十字軍を派遣し、フス戦争と呼ばれる内乱となった。ジクムントの繰り出す十字軍は、急進派の首領ヤン・ジシュカの新戦術の前にことごとく敗退し、逆に急進派の侵略を許してしまう。戦争は16年間続いたが、フス派の内部抗争の結果、ジクムントは最終的に勝利を収め、1436年に名実とともにボヘミア王となった。しかし、翌年に男子を残すことなく死去し、ルクセンブルク家によるボヘミア統治は終焉を迎えた。ルクセンブルク家が去った後のボヘミアに残されたのは、民族意識の芽生え、すなわちチェコ人意識の覚醒であった。これが200年後の三十年戦争につながることになる。

## 評価
現代チェコ人のルクセンブルク家に対する評価は複雑である。ヤンへの評価は芳しくなく、対照的にカレル1世は「祖国の父」と高い評価を与えられている。ヴァーツラフ4世にも好意的な評価が多い。最も評価が低いのはジクムントである。ジクムントはフスを処刑し、十字軍を派遣するなど、チェコ人の徹底的な弾圧を行ったからに他ならない。しかし、ジクムントの苛烈な迫害があったからこそ、チェコ人としての意識が形成されたという側面もある。いずれにせよ、ルクセンブルク家の下でチェコ人の民族意識が生まれたのは確かである。

## 歴代君主
- ヤン（1310年 - 1346年） - ルクセンブルク伯
- カレル1世（1347年 - 1378年） - 神聖ローマ皇帝、ルクセンブルク伯
- ヴァーツラフ4世（1378年 - 1419年） - 神聖ローマ皇帝、ブランデンブルク選帝侯、ルクセンブルク公
- ジクムント（1419年 - 1437年） - 神聖ローマ皇帝、ブランデンブルク選帝侯、ハンガリー王、ルクセンブルク公